# San Cristóbal (Paraguai)
San Cristóbal é um distrito do Paraguai localizado no departamento de Alto Paraná. Situado a 133 km de Foz do Iguaçu, cidade brasileira que faz fronteira com o Paraguai. Tem acesso direto pela Ruta 6 e Ruta 7, principais rodovias do departamento de Alto Paraná. O município também é popularmente conhecido como Santo Domingo de Guzmán - Km32.
Sua economia se baseia quase que exclusivamente na agricultura, evidenciando as grandes extensões de áreas destinadas ao plantio de commodities como soja, milho, trigo e canola. Grandes produtores agrícolas e serviços ramificados desse setor se destacam na região.
A fundação do distrito remonta à metade do século XX, a partir da qual dezenas de imigrantes vindos principalmente da região sul do Brasil, se situaram em terras e fazendas do departamento. A partir daí, o crescimento demográfico foi lento até meados da década de 70 e 80, quando o município se viu em um forte crescimento populacional e de infraestrutura, impulsionados principalmente pela abertura da Cooperativa Pindó LTDA. O distrito foi oficialmente fundado em 30 de novembro de 1984.

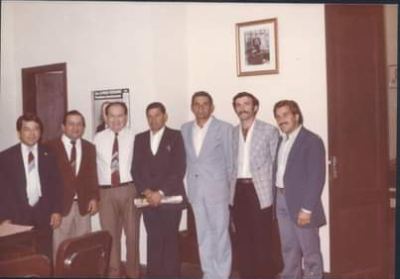
Registro de tempos da fundação oficial do Distrito

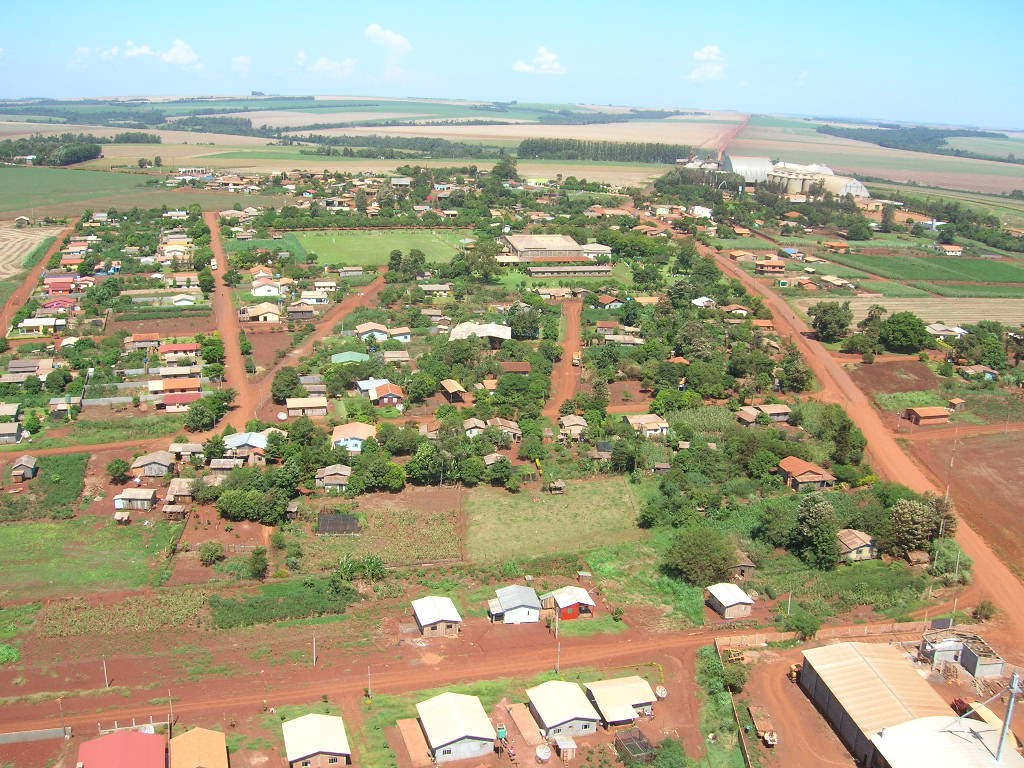
Vista Parcial do distrito com destaque para a Cooperativa Pindó LTDA aos fundos (2012).

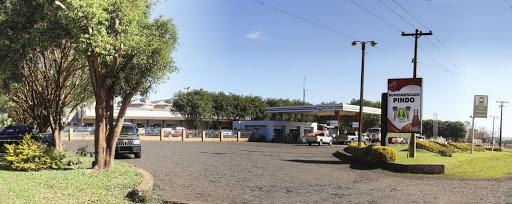
San Cristóbal

Desde 2010, a cidade avança com vários investimentos em infraestrutura, com a abertura de novos loteamentos, pavimentação e com a obra de reestruturação da Ruta Naranjal-San Cristóbal, finalizada em 2018.
O distrito é composto por diversas vilas, dentre elas:
- Vila Sapiré
- Vila Santo Domingo
- "Fitinha"
- Vila 3 de Mayo
- Vista Alegre
- Vila Tuparendá
- Linha 12

Em 26 de julho de 2019, o então prefeito do município, Ildefonso Santander González (56) morreu em um trágico acidente de carro.

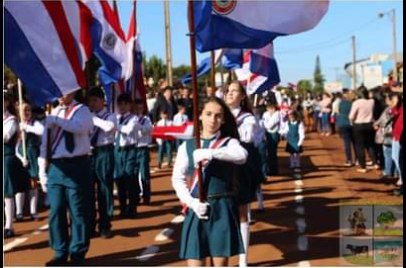
Desfile escolar anual em comemoração à Independência do Paraguai, realizado no mês de maio

San Cristóbal possui 1 escola pública (Colégio Santo Domingo), 1 escola privada e universidade (Colégio Santa Cecília), 3 cemitérios, 3 supermercados (Supermercado Pindó LTDA., San Ramon e Santo Domingo) e 4 hotéis. 

Localização do distrito de San Cristóbal

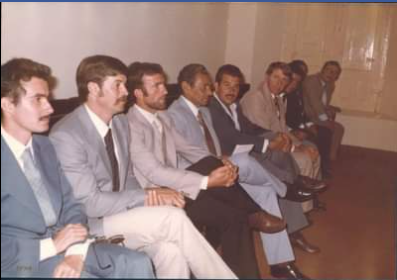
Fundação oficial do Distrito de San Cristóbal em 1984

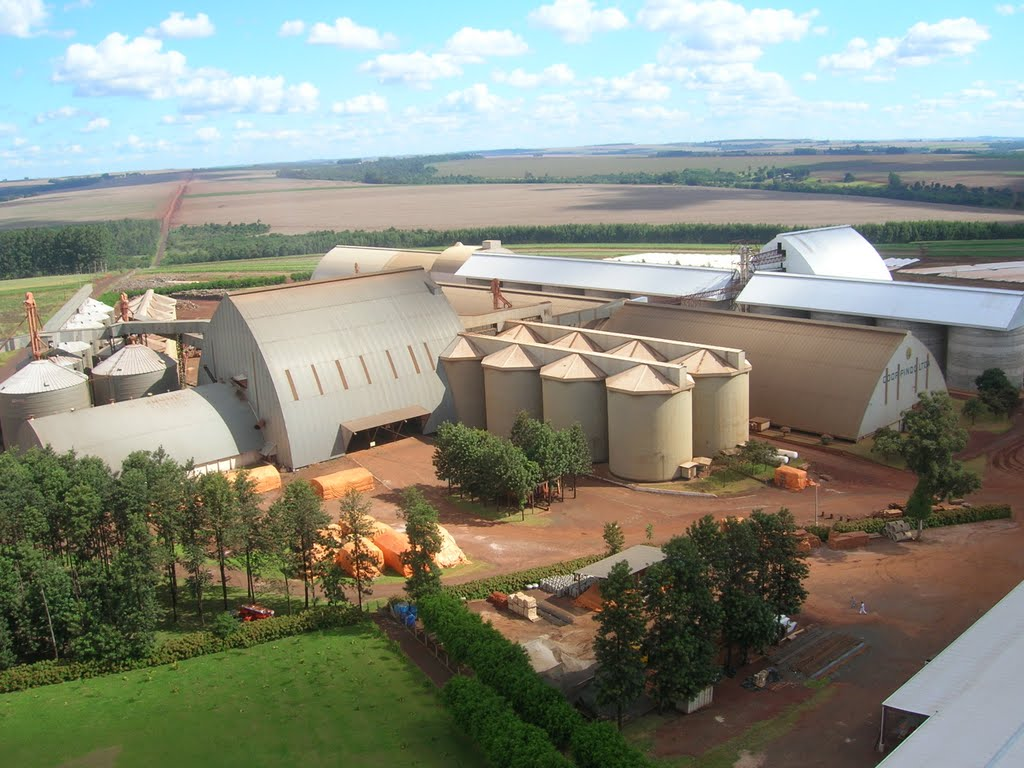
Cooperativa Pindó LTDA.

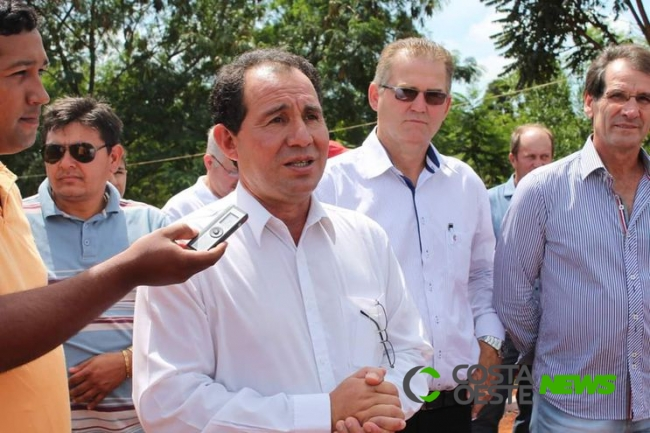
Ildefonso Santander (Ex-intendente do distrito) 2015-2019

## Acesso e Transporte
O município de San Cristóbal é servido pela seguinte rodovia:
- Ruta Ciudad Juan Emilio O'Leary [1][2][3] , cidade da qual se distância 64km.
- Ruta Ciudad Naranjal, da qual se distância 30km.

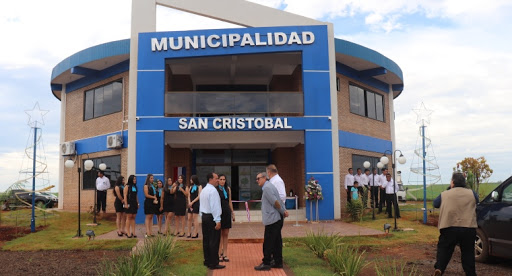
Sede da Municipalidade de San Cristóbal

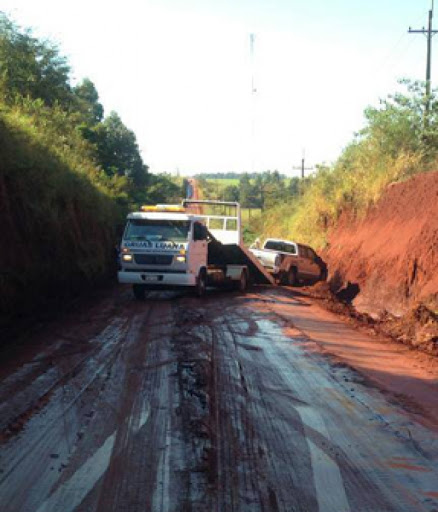
Ruta Naranjal-San Cristóbal antes das obras de infraestrutura

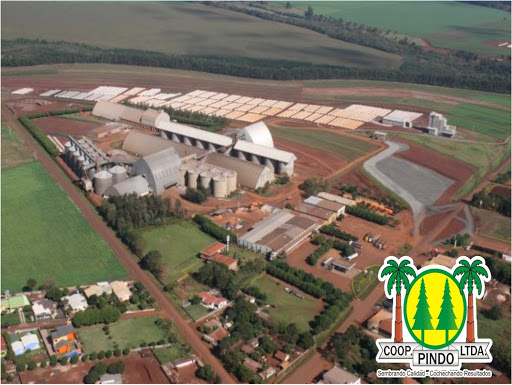
Vista parcial de San Cristóbal

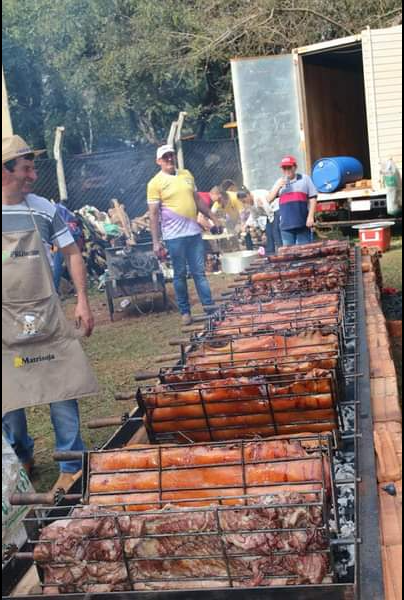
Costelão fogo-de-chão da festa em apoio ao Teletón (2017)

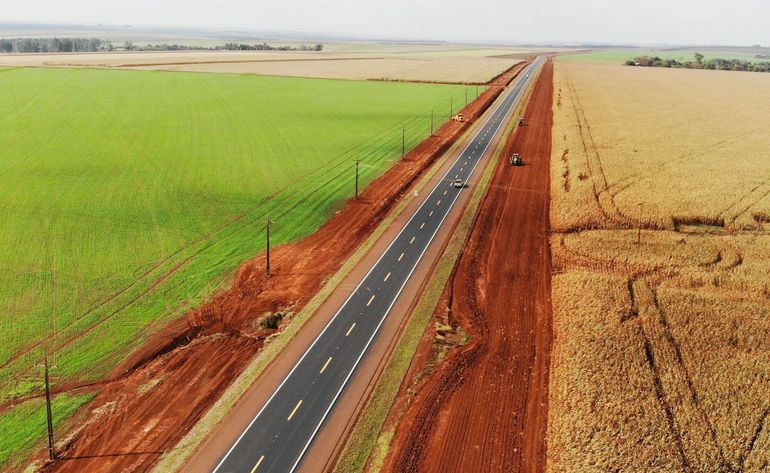
Obras de infraestrutura - Capeamento asfáltico Ruta Naranjal-San Cristóbal finalizada em 2018.